# Vincenzo Pinton
Vincenzo Pinton   (Vicenza, 14 de març de 1914 - Venècia, 8 d'abril de 1980) va ser un tirador d'esgrima italià que va competir entre les dècades de 1930 i 1950.
Durant la seva carrera esportiva disputà tres edicions dels Jocs Olímpics. El 1936, a Berlín, disputà dues proves del programa d'esgrima. Guanyà la medalla de plata en la prova de sabre per equips, mentre fou cinquè en la del sabre individual. El 1948, un cop finalitzada la Segona Guerra Mundial, disputà els Jocs de Londres, on guanyà la medalla de plata en les proves de sabre individual i sabre per equips. La tercera, i darrera participació en uns Jocs, fou el 1952, a Hèlsinki. En ells guanyà novament la medalla de plata en la prova de sabre per equips, mentre fou setè en la del sabre individual.
En el seu palmarès també destaquen onze medalles al Campionat del Món d'esgrima, tres d'or, set de plata i una de bronze, entre 1933 i 1953.